# Nikolai Nikolajewitsch Nekrassow
Nikolai Nikolajewitsch Nekrassow (russisch Никола́й Никола́евич Некра́сов; * 30. Juni 1932 in Moskau; † 21. März 2012 ebenda) war ein russischer Dirigent und Hochschullehrer.

## Leben
Nekrassow war Sohn des Dirigenten des Orchesters des Volkschores des Allunionsradios Nikolai Nikolajewitsch Nekrassow (1910–1948) und Natalija Iwanowna Nekrassowa (* 1911), die gut sang und Violoncello spielte. Er war vielseitig begabt und interessierte sich in der Schule für Mineralogie und Chemie und las die Arbeiten Alexander Jewgenjewitsch Fersmans. Dem Rat seines Vaters folgend, besuchte er von 1947 bis 1952 die Musikschule „Oktoberrevolution“. Danach studierte er von 1954 bis 1960 am Gnessin-Institut Moskau in der Dirigentenklasse unter G. F. Simin und Semjon Semjonowitsch Sacharow. Er verließ das Institut als Dirigent und Konzert-Balalaika-Spieler.
1957 wurde Nekrassow Chefdirigent des Orchesters des Pjatnizki-Chores. 1960 wurde er Leiter des Staatlichen Akademischen Volkstanz-Ensembles der UdSSR. Von 1973 bis 2012 war er Chefdirigent und künstlerischer Leiter des Volksinstrumentenorchesters des Allrussischen Radios und Fernsehens. Er wurde ein herausragender Interpret vieler Werke sowjetischer Komponisten und gastierte auch im Ausland.
Von 1985 bis 1998 lehrte Nekrassow am Gnessin-Institut Moskau und wurde Dozent und schließlich Professor. 2001 wurde er Professor am Moskauer Konservatorium mit dem Lehrstuhl für Komposition und Instrumentation.
Von 1962 bis 1991 war Nekrassow Mitglied der Kommunistischen Partei der Sowjetunion.
Nekrassow war verheiratet mit Ljudmila Michailowna Nekrassowa (* 1935) und hatte einen Sohn Alexei (* 1960). Er fand sein Grab auf dem Friedhof Trojekurowo.

## Ehrungen
- Goldmedaille und Laureat des Internationalen Wettbewerbs des VI. Weltfestivals der Jugend und Studenten in Moskau (1957)
- Verdienter Künstler der RSFSR (1971)
- Volkskünstler der RSFSR (1980)
- Volkskünstler der UdSSR (1988)
- Staatspreis der UdSSR im Bereich Kunst (1991)
- Verdienstorden für das Vaterland, IV. Klasse (1995)
- Preis der Foundation Irina Arkhipova (2001)
- Orden der Ehre (2002)
- Russischer Popmusik-Preis Ovation im Bereich Folkmusik (2008)